# Арефинский район
Арефинский район — административно-территориальная единица в составе Ярославской области, существовавшая в 1941—1959 годах. Центр — село Арефино.

## История
Арефинский район был образован 7 марта 1941 года в составе Ярославской области из частей Пошехоно-Володарского, Рыбинского и Тутаевского районов.
В 1945 году Милюшинский с/с был передан в Рыбинский район, Бельевский — в Пошехоно-Володарский, а Чирковский — в Тутаевский.
В 1954 году Локтевский с/с был присоединён к Ананьинскому, Давыдовский и Ильинский — к Белосельскому, Дикушинский — к Починок-Болотовскому. Евсеевский и Селищевский с/с были объединены в Вощиковский с/с, Курякинский и Слизневский — в Метенинский.
22 октября 1959 года Арефинский район был упразднён, а его территория разделена между Даниловским, Пошехонским, Рыбинским и Тутаевским районами.

## Административное деление
В 1941 году состав района вошли сельсоветы: Ананьинский, Арефинский, Белосельский, Бельевский, Давыдовский, Дикушинский, Евсеевский, Ильинский, Курякинский, Локтевский, Милюшинский, Николо-Тропский, Починок-Болотовский, Приухринский, Селищевский, Слизневский, Старо-Андреевский, Холмовский, Чирковский и Якунинский.